# Campeonato Europeo de Tiro con Arco en Sala de 1987
El III Campeonato Europeo de Tiro con Arco en Sala se celebró en París (Francia) entre el 7 y el 8 de febrero de 1987 bajo la organización de la Unión Europea de Tiro con Arco (WAE) y la Federación Francesa de Tiro con Arco.

## Resultados

### Masculino
| Evento                  | Oro                                                   | Plata                                             | Bronce                                           |
| ----------------------- | ----------------------------------------------------- | ------------------------------------------------- | ------------------------------------------------ |
| Arco recurvo individual | Igor Prokopiev URSS                                   | Manfred Barth RFA                                 | Marnix Vervinck · Bélgica                        |
| Arco recurvo por equipo | Igor Prokopiev Vladimir Yesheyev Boris Isachenko URSS | Manfred Barth Andreas Lippoldt Emmerich Klaus RFA | Vincent Weis Thierry Venant Bruno Felipe Francia |

### Femenino
| Evento                  | Oro                                                         | Plata                                                     | Bronce                                                       |
| ----------------------- | ----------------------------------------------------------- | --------------------------------------------------------- | ------------------------------------------------------------ |
| Arco recurvo individual | Liudmila Arzhannikova URSS                                  | Lisa Andersson · Suecia                                   | Zebiniso Rustamova URSS                                      |
| Arco recurvo por equipo | Liudmila Arzhannikova Yelena Marfel Zebiniso Rustamova URSS | Nathalie Hibon Marie-Josée Bazin Catherine Pellen Francia | Lisa Andersson · Christa Bäckman · Nettan Andersson · Suecia |

## Medallero
| Núm. | País    | Oro | Plata | Bronce | Total |
| ---- | ------- | --- | ----- | ------ | ----- |
| 1    | URSS    | 4   | 0     | 1      | 5     |
| 2    | RFA     | 0   | 2     | 0      | 2     |
| 3    | Francia | 0   | 1     | 1      | 2     |
| 3    | Suecia  | 0   | 1     | 1      | 2     |
| 5    | Bélgica | 0   | 0     | 1      | 1     |
|      | TOTAL   | 4   | 4     | 4      | 12    |